# Winnersh
Winnersh – wieś w Anglii, w hrabstwie ceremonialnym Berkshire, w dystrykcie (unitary authority) Wokingham. Leży 8 km na południowy wschód od centrum miasta Reading i 53 km na zachód od centrum Londynu. W 2001 miejscowość liczyła 7939 mieszkańców.